# Sentinela do Norte
Sentinela do Norte é uma das ilhas do arquipélago das Andamão, na baía de Bengala. Encontra-se a oeste da parte sul da ilha Andamão do Sul. A maior parte da ilha é coberta por florestas. A pequena ilha localiza-se longe dos principais assentamentos da Andamão, cercada por recifes de coral e carente de portos naturais.
Um grupo de indígenas, os sentineleses vivem no norte da ilha. A sua população é estimada  entre 40 e 500 indivíduos. Os sentineleses rejeitam qualquer contato com outras pessoas e estão entre os últimos seres humanos a permanecer completamente como povos isolados.

## História
O povo Onge estava ciente da existência da ilha Sentinela do Norte, cujo nome tradicional é Chia daaKwokweyeh. Eles também têm fortes semelhanças culturais com o pouco que tem sido remotamente observado entre os sentineleses. No entanto os Onge que foram levados para a ilha Sentinela do Norte pelos britânicos durante o século XIX e mais tarde por volta de 1980 não conseguiram entender a língua dos sentineleses.
A primeira menção conhecida sobre a ilha Sentinela do Norte foi feita em 1771 pelo agrimensor britânico John Ritchie, que observou "uma infinidade de luzes" a partir de um navio de pesquisa hidrográfica da Companhia das Índias Orientais.

## Geografia
Antes do Sismo e tsunami do Oceano Índico de 2004 a ilha Sentinela do Norte tinha cerca de 72 km² e um formato mais ou menos quadrado. Recifes de corais se estendiam ao redor da ilha a uma distância entre 800 e 1.300 metros da costa. A ilha Constança, localizava-se a cerca de 600 metros ao lado da costa sudeste, na borda do recife. 
Além de aumentar a área da ilha, o terremoto de 2004 inclinou a placa tectônica sob ela, levantando-a entre 1 e 2 metros. Grandes extensões de recifes de coral ao redor foram expostos e tornaram-se terra ou rasas lagoas permanentemente secos, estendendo os limites da ilha todo em até 1 km, a oeste e sul. A ilha Constança uniu-se com a ilha Sentinela e hoje perfazem uma ilha só.

## Statuspolítico
Oficialmente, a ilha foi administrada pela Índia como parte do Território de Andamão e Nicobar desde 1947, no entanto, porque nunca houve qualquer aliança com o povo da ilha, ela existe em um estado de limbo curioso sob a lei internacional estabelecida e pode ser visto como uma entidade soberana sob proteção indígena. É portanto, de facto, uma das regiões autónomas da Índia.
O governo de Andamão e Nicobar declarou em 2005 que não têm nenhuma intenção de interferir no estilo de vida ou habitat dos sentineleses e não está interessado em prosseguir qualquer contato com eles.
São considerados por especialistas como o povo mais isolado no mundo.
O governo indiano proíbe a ilha de ser visitada já que os sentineleses são extremamente hostis. A administração local de Andamão e Nicobar adotou uma política para garantir que caçadores não entrem ilegalmente na ilha. Além disso, um protocolo de circunavegação da ilha Sentinela do Norte foi feito e notificado em consulta com o governo indiano.